# Robert Schaback
Robert Schaback (Einbeck, 1945) é um matemático alemão. Trabalha com análise numérica, professor da Universidade de Göttingen.
É membro da Academia de Ciências de Göttingen.

## Obras
- com Holger Wendland: Numerische Mathematik. Springer, 5. Edição, 2005.
- com Holger Wendland: Kernel Techniques: From machine learning to meshless methods. Acta Numerica 2006, p. 1-97.
- Grundlagen der Informatik für das Nebenfachstudium. Vieweg 1986.